# 受信料
受信料（じゅしんりょう）とは、受信契約型の放送を受信している世帯が放送事業者へ支払う料金のこと。多くの場合、公共放送で採用されている制度である。他言語ではテレビライセンス（英: television license）、テレビ税（テレビぜい、英: TV tax）とも呼称される。

## 日本
日本においては、公共放送の日本放送協会（NHK）が受信料制度をとっている。テレビ放送の受信者（受像機の所有者）は放送法に基づき、NHKと契約して受信料を支払う。かつてはラジオ受信料制度もあったが、廃止された。
民間の有料放送管理事業者（衛星放送プラットフォーム）が提供するチャンネルや、有線一般放送（ケーブルテレビなど）も有料の放送であるが、これは通常「利用料金」と呼ばれる。

## 諸外国の制度
国民から徴収した料金だけでまかなわれている公共放送として、上記NHKのほか、イギリスの英国放送協会（BBC 後述）、デンマーク、スウェーデン（スウェーデン・テレビ、SVT）、ノルウェー、フィンランドなど北欧各国の放送局がある。
スイスでは公共放送のスイス放送協会が受信料制度をとっている。一般家庭で年間約450スイスフランの負担が必要となる。スイスでは2018年3月4日に受信料制度の是非を問う住民投票が行われ、反対が7割以上となり受信料制度の廃止案は否決された。
受信料に加えて広告料でまかなわれている例には、韓国の韓国放送公社（KBS）、ドイツのドイツ公共放送連盟（ARD）や第2ドイツテレビ（ZDF）、フランスやイタリアの各公共放送がある。
公共放送が受信料制度を採用していない国もある。交付金と広告料でまかなわれている国にスペイン、中華民国（台湾）、ニュージーランドなどがある。また、広告料や寄付のみでまかなわれている例にアメリカ合衆国のPBS、オーストラリア、カナダがある。

### イギリス
イギリスBBCの場合には郵便局で1年間有効の受信許可証を購入する仕組みがとられている。料金は年間154.50ポンド（約2万円）、拒否者には1000ポンドの罰金が課せられる。
2019年12月12日投開票の総選挙では、ボリス・ジョンソン首相が現在の制度を廃止して課金制（スクランブル）への移行を検討することを表明した。

### 大韓民国
大韓民国（韓国）では、1994年から2023年まで韓国電力公社の電気料金（50kWh以上の契約世帯）に受信料が含まれており、未払いは殆ど発生していなかった。
概ね2,500ウォン程度で推移しており、91％がKBSの受信料、3％が韓国教育放送公社（EBS）の受信料、6％が委託手数料として電力公社が直接徴収する。
2023年、尹錫悦政権下で受信料と電力料金の分離徴収が検討され、関連法の改正手続を経て、7月12日より分離されることになった。一方で、受信料の分離徴収に反発するKBSは、憲法裁判所に提訴した。